# Ecbasis captivi
L’Ecbasis captivi, dont le titre complet est Ecbasis cuiusdam captivi per tropologiam, est un poème animalier en 1 229 hexamètres, composé en latin dans la première moitié du XIe siècle.

## Titre
Ecbasis captivi est le titre usuel abrégé du poème. Son titre complet est Ecbasis cujusdam captivi per tropologiam.
Le latin ecbasis est un emprunt au grec ἔκβασις,. Au sens propre, ecbasis est synonyme d’exgressus et d’exitus et signifie « fuite ou évasion »,. Au sens figuré, il est synonyme d’excursus et de disgressio et signifie « digression »,.

## Découverte
Le poème a été découvert en 1834 à Bruxelles par Jacob Grimm, l’aîné des frères Grimm, dans un manuscrit conservé à la Bibliothèque royale de Belgique.

## Description
L’œuvre est un centon d’Horace qui reprend des vers de Virgile, Lucain, Juvencus et Prudence. C’est une épopée animalière latine de 1 229 hexamètres dactyliques à rimes léonines.
Elle comprend trois parties : elle s'ouvre par un prologue (v. 1-68) qui est suivi de deux récits, dits fables (v. 69-1229) ; le second récit (v. 392-1097) est dit fable en tiroir, ou fable interne, car il est enchâssée dans le premier (v. 69-391 et 1098-1229), le récit-cadre, dit fable externe,.
La fable interne est une version de la fable 72 d’Ésope ; elle sera reprise dans le Roman de Renart, sous le titre de Renart si comme il fut mires (médecin), puis par Jean de La Fontaine, sous le titre Le Lion, le Loup et le Renard (Fables, VIII, 3).

## Auteur et datation
Sa datation est discutée. Pour Heinz Thomas, l’Ecbasis captivi daterait des années 1083-1106, sous le règne d'Henri IV, qu’il faudrait reconnaître dans le rex Heinricus du v. 132.
Attribuée à tort à Humbert de Moyenmoutier, son auteur serait un moine de Toul. Il s’agirait du magister d’une école monastique de Lotharingie, peut-être celle de abbaye bénédictine Saint-Maximin de Trêves, ayant vraisemblance transité par l’établissement vosgien de Moyenmoutier et par Saint-Èvre de Toul.

## Incipit
L'incipit de l’Ecbasis captivi est le suivant : 
Cum me respicio transactaque tempora volvo,

de multis miror, puerilis quæ vehit error :

nil cogitans sanum, tempnens consortia fratrum

nectebat neniis, nugis quia totus in illis (...)

## Fable externe

### Résumé
En 812, dans les Vosges, un jeune veau, seul dans une étable, s'ennuie. Ses parents paissent dans les prés et il s’échappe de la ferme pour les y rejoindre. Sur le chemin, il rencontre le loup qui l’attire dans sa tanière pour l’y dévorer. Mais le veau invoque la proclamation de paix du roi Henri et le loup lui consent un délai de grâce jusqu'au lendemain matin. Il est sauvé par les animaux de la ferme conduits par le goupil. Celui-ci attire le loup hors de sa caverne et le fait tuer par le taureau. Le veau délivré rejoint les siens.

## Fable interne

### Résumé
Souffrant d’une maladie des reins, le lion convoque tous les animaux afin qu’ils lui conseillent un remède. Seul le goupil ne vient pas. Il survient alors que le lion s'apprête à le condamner à mort. Après avoir convaincu le lion de son innocence, le goupil lui conseille d’écorcher le loup et de s’envelopper de sa peau toute chaude. Le loup est écorché et le malade guérit.

### Personnages
Parmi les personnages figurent les suivants :
- le lion ;
- le goupil ;
- le loup ;
- l’éléphant, chef cuisinier[13] ;
- le léopard, sénéchal[13] ;
- le hérisson, margrave, porte-bannière de la ville de Rome, chargé à titre honorifique de tous les grands offices à la cour du loup[13], en est le porteur et l’écuyer ainsi que l’aumônier, le chambrier, le chef cuisinier, le conseiller et le juge de la grotte[14].

## Éditions
- (fr + la) Charles Munier (introduction, traduction, commentaire et tables par), L’évasion d’un prisonnier / Ecbasis cuiusdam captivi (texte en latin avec traduction française en regard), Paris et Turnhout, CNRS Éditions et Brepols, coll. « Sources d’histoire médiévale » (no 29), 8 juin 1998, 1re éd., [2]-230-[2], 15 × 24 cm (ISBN 2-271-05509-1, 978-2-271-05509-5, 2-503-50747-6 et 978-2-503-50747-7, BNF 36989363, SUDOC 004458249, présentation en ligne).

#### Ecbasis
- [André 1971] (la + fr) Entrée « ecbasis » [fac-similé] dans Jacques André, Emprunts et suffixes nominaux en latin, Genève et Paris, Droz et Minard (publ. avec le concours du Centre national de la recherche scientifique), coll. « Centre de recherches d’histoire et de philologie de la IVe Section de l’École pratique des hautes études / Hautes études du monde gréco-romain » (no III, 4), 1971, 1re éd., 154 p., 25 cm (OCLC 463080523, BNF 35312432, SUDOC 002070103), p. 38
- [Gaffiot 1934] (la + fr) Entrée « ecbǎsis » [fac-similé], dans Félix Gaffiot, Dictionnaire illustré latin-français, Paris, Hachette, 1934 (paru le 11 janvier 1935), 1re éd., 1702-XVIII p., in-8o (26 cm) (OCLC 798807606, BNF 32138560), p. 569